# چاندارا وست
چاندارا وست (انگلیسی: Chandra West؛ زادهٔ ۳۱ دسامبر ۱۹۷۰) یک هنرپیشه اهل کانادا است.
از فیلم‌ها یا برنامه‌های تلویزیونی که وی در آن نقش داشته‌است می‌توان به صدای سفید، اکنون شما را چاک و لری می‌نامم اشاره کرد.